# Kentron V1
Die von der südafrikanischen Firma Kentron (heute: Denel) und dem CSIR (Council for Scientific and Industrial Research) entwickelte V1 war eine Luft-Luft-Rakete die über den Bau einiger Komponenten für einen Prototyp nicht hinauskam.
Man begann mit der Entwicklung der V1, um das Jahr 1968. Als Basis für die V1 wurde die AIM-9B Sidewinder verwendet. Ziel war es die AIM-9B zu verbessern, so gab es Modifikationen am Zünder und diese lokal (in Südafrika) zu produzieren. Als Grund kann man die damalige Apartheidspolitik, die Südafrika immer weiter insbesondere wirtschaftlich, isolierte.
Aber recht schnell wurde das Projekt aufgegeben. Über die Gründe kann aus heutiger Sicht nur spekuliert werden. Es wurden danach mit der Entwicklung der Kentron V2 begonnen. Diese ähnelt der V1 frappierend.